# Natriumfosfat
Natriumfosfat är ett samlingsnamn för flera besläktade substanser:

## Mononatriumfosfat

### Användning
Förekommer med 2 molekyler kristallvatten. Vid användning som livsmedelstillsats får mononatriumfosfat (ibland förenklat kallat enbart natriumfosfat) E‑nummer 339. Ändamålet är som antioxidationsmedel. Vid upphettning till 200oC omvandlas föreningen till surt pyrofosfat, och vid fortsatt upphettning till natriummetafosfat som smälter vid ca 600oC.

## Dinatriumfosfat

### Användning
Denna substans förekommer med 2, 7, 8 och 12 molekyler kristallvatten. Vid användning som livsmedelstillsats får dinatriumfosfat E‑nummer 450. Ändamålet är som stabiliseringsmedel. Föreningen smälter vid 250oC och omvandlas då till Natriumpyrofasfat (Natriumdifosfat).

## Trinatriumfosfat
Se vidare huvudartikel Trinatriumfosfat.

## Natriumpolyfosfat

### Användning
Vid användning som livsmedelstillsats får natriumpolyfosfat E‑nummer 452. Samma nummer används f ö även för kaliumpolyfosfat och kalciumpolysulfat.
Alla tre i detta avsnitt nämnda ämnen används som stabiliseringsmedel.